# Lithotelestidae
Lithotelestidae is een familie van neteldieren uit de klasse van de Anthozoa (Bloemdieren).

## Geslacht
- Epiphaxum Lonsdale (1850) (sin. Lithotelesto Bayer & Muzik, 1977)
- Nanipora Miyazaki & Reimer, 2015